# Carlos, Conde de Flandres
Príncipe Carlos da Bélgica, Conde de Flandres (Carlos Teodoro Henrique Antônio Meinrad; Bruxelas, 10 de outubro de 1903 – Ostende, 1 de junho de 1983) foi o segundo filho do rei Alberto I da Bélgica e de sua esposa, a duquesa Isabel da Baviera.
Em 1926 após seu treinamento na escola naval britânica, Carlos obteve o posto de subtenente da Marinha Real Britânica .
Carlos reinou como príncipe regente no lugar de seu irmão mais velho, Leopoldo III, entre 1944 e 1950. Porém, quando Leopoldo retornou ao trono, ele logo abdicou em favor de seu herdeiro aparente, seu filho Balduíno I.
O príncipe Carlos foi apontado regente quando a ocupação alemã terminou em 1944. O papel de seu irmão durante a Segunda Guerra Mundial e o seu segundo casamento com Lilian Baels foram questionados, e ele se tornou muito polêmico para permanecer no trono .
Durante sua regência, importantes decisões políticas, sociais e econômicas foram realizadas: a Bélgica recebeu ajuda financeira com o Plano Marshall; o Benelux foi formado; o país tornou-se membro das Nações Unidas e assinou o tratado da OTAN; as mulheres obtiveram o direito de votar nas eleições parlamentares de 1948; um sistema de bem-estar social foi introduzido, etc.
A 4 de Junho de 1946 foi agraciado com a Grã-Cruz da Ordem Militar da Torre e Espada, do Valor, Lealdade e Mérito de Portugal.GCTE 
Quando sua regência terminou, o conde de Flandres retirou-se da vida pública e tomou residência em Oostende, onde se envolveu com pintura e morreu em 1 de junho de 1983 no Hospital do Sagrado Coração em Oostende. Em 14 de setembro de 1977, ele tinha desposado Jacqueline Peyerbrune (16 de fevereiro de 1921 - 15 de setembro de 2014) . 